# Landschaftsschutzgebiet Bruchhausen / Niedereimer
Das Landschaftsschutzgebiet Bruchhausen / Niedereimer mit 27,3 ha Flächengröße liegt im Stadtgebiet Arnsberg. Es wurde 1998 mit dem Landschaftsplan Arnsberg durch den Kreistag des Hochsauerlandkreises als Landschaftsschutzgebiet (LSG) als LSG Typ B (Kleinflächiger Landschaftsschutz bzw. Ortsrandlagen, Landschaftscharakter) mit einer Flächengröße von 7,6 ha erstmals ausgewiesen. Bei der Neuaufstellung des Landschaftsplanes Arnsberg durch den Kreistag 2021 wurde das LSG erneut ausgewiesen und deutlich vergrößert. Zum LSG wurden das Landschaftsschutzgebiet Bruchhausen und Flächen vom Landschaftsschutzgebiet Arnsberg hinzugefügt.

## Beschreibung
Das LSG umfasst Offenlandbereiche mit Grünland und Acker. Es liegt um Bruchhausen und um Niedereimer und . Das LSG geht bis an den Siedlungsrand.

## Schutzzwecke für das LSG
Laut Landschaftsplan erfolgte die Ausweisung des LSG wie aller anderen von Typ B im Landschaftsplangebiet zur:
- „Sicherung der Vielfalt und Eigenart der Landschaft im Nahbereich der Ortslagen sowie in alten landwirtschaftlichen Vorranggebieten insbesondere durch deren Offenhaltung;“
- „Erhaltung der Leistungsfähigkeit des Naturhaushalts hinsichtlich seines Artenspektrums und der Nutzungsfähigkeit der Naturgüter (hier: leistungsfähige Böden);“
- „Umsetzung der Entwicklungsziele und primär zum Schutz des spezifischen Charakters und der Identität der landschaftlichen Teilräume; entsprechend dem Schutzzweck auch Ergänzung der strenger geschützten Teile dieses Naturraums durch den Schutz ihrer Umgebung vor Eingriffen, die den herausragenden Wert dieser Naturschutzgebiete und Schutzobjekte mindern könnten (Pufferzonenfunktion);“
- „Erhaltung der im gesamten Gebiet verstreut anzutreffenden kulturhistorischen Relikte.“[2]

## Rechtliche Vorschriften
Im Landschaftsschutzgebiet ist unter anderem das Errichten von Bauten verboten. Vom Bauverbot ausgenommen sind, sofern eine Baugenehmigung vorliegt, Bauvorhaben für Gartenbaubetriebe, Land- und Forstwirtschaft, der öffentlichen Versorgung mit Elektrizität, Gas, Telekommunikationsdienstleistungen, Wärme und Wasser, der Abwasserwirtschaft oder einen bestehenden gewerblichen Betrieb. Auch der Bau von Windkraftanlagen und Wasserkraftwerken ist mit Baugenehmigung erlaubt. Wie in den anderen Landschaftsschutzgebieten vom Typ B in Arnsberg besteht im LSG ein Verbot der Erstaufforstung und Weihnachtsbaum-, Schmuckreisig- und Baumschul-Kulturen anzulegen.
Bei Bereichen am östlichen Ortsrand von Bruchhausen und am nördlichen Ortsrand von Niedereimer erfolgte die Schutzausweisung nur temporär. Nach einer verbindlicher Bauleitplanung bzw. baurechtlichem Genehmigungsverfahren z. B. einer Baugenehmigung entfällt der Schutz als Landschaftsschutzgebiet.